# Медіна (Вісконсин)
Медіна (англ. Medina) — місто (англ. town) в США, в окрузі Дейн штату Вісконсин. Населення — 1344 особи (2020).

## Демографія
Згідно з переписом 2010 року, у місті мешкало 1376 осіб у 493 домогосподарствах у складі 385 родин. Було 515 помешкань
Расовий склад населення:
| - 92,3 % — білих - 0,7 % — азіатів - 0,4 % — чорних або афроамериканців - 0,1 % — корінних американців - 5,5 % — осіб інших рас |

До двох чи більше рас належало 1,0 %. Частка іспаномовних становила 8,2 % від усіх жителів.
За віковим діапазоном населення розподілялося таким чином: 26,2 % — особи молодші 18 років, 64,1 % — особи у віці 18—64 років, 9,7 % — особи у віці 65 років та старші. Медіана віку мешканця становила 42,0 року. На 100 осіб жіночої статі у місті припадало 105,4 чоловіків;  на 100 жінок у віці від 18 років та старших — 107,8 чоловіків також старших 18 років.
Середній дохід на одне домашнє господарство  становив 107 007 доларів США (медіана — 86 000), а середній дохід на одну сім'ю — 108 586 доларів (медіана — 90 250). Медіана доходів становила 54 643 долари для чоловіків та 46 339 доларів для жінок. За межею бідності перебувало 6,3 % осіб, у тому числі 4,7 % дітей у віці до 18 років та 8,1 % осіб у віці 65 років та старших.
Цивільне працевлаштоване населення становило 763 особи. Основні галузі зайнятості: освіта, охорона здоров'я та соціальна допомога — 19,5 %, виробництво — 12,5 %, будівництво — 11,8 %.